# 多肢畸形

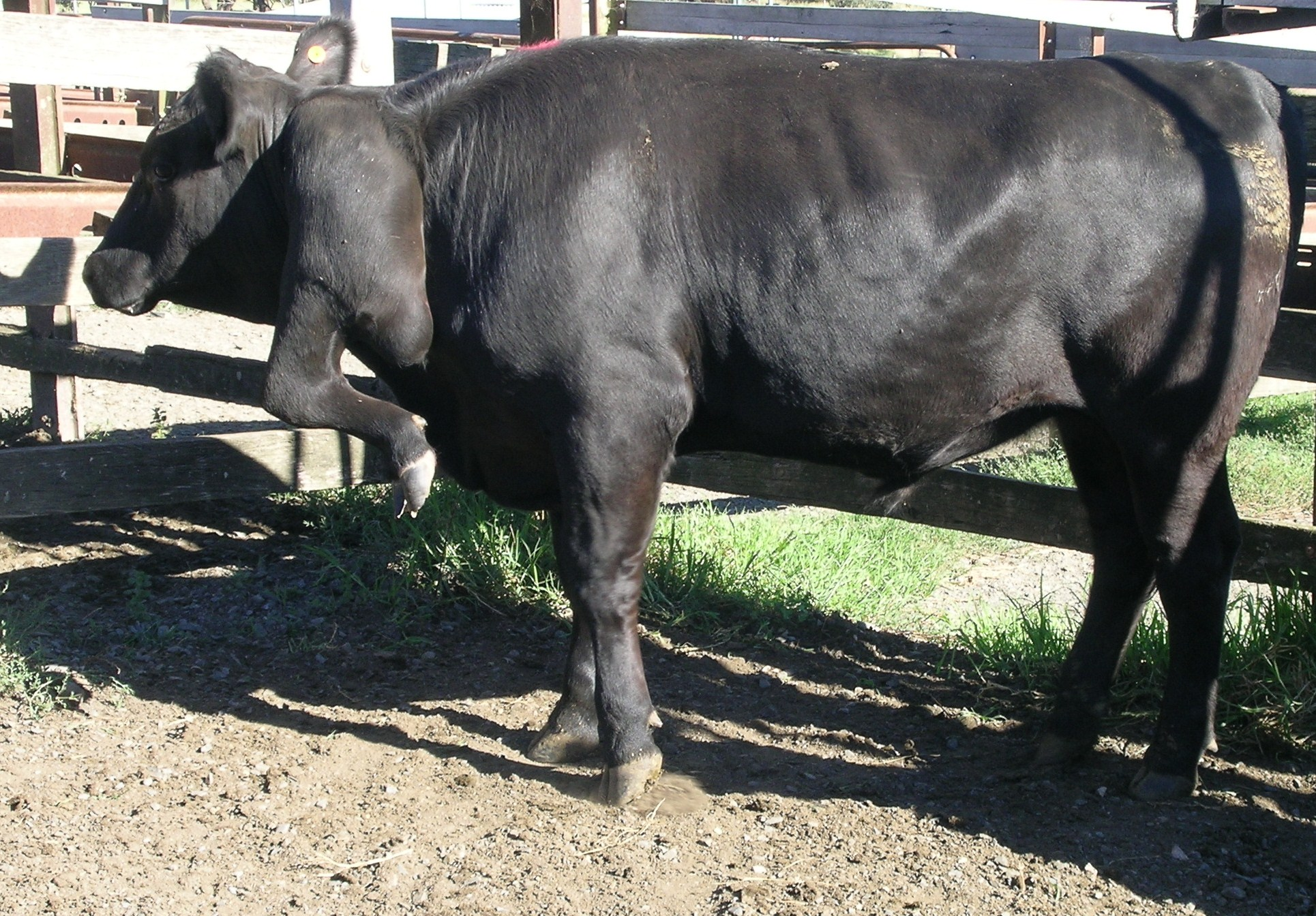
长出畸形肢的公牛

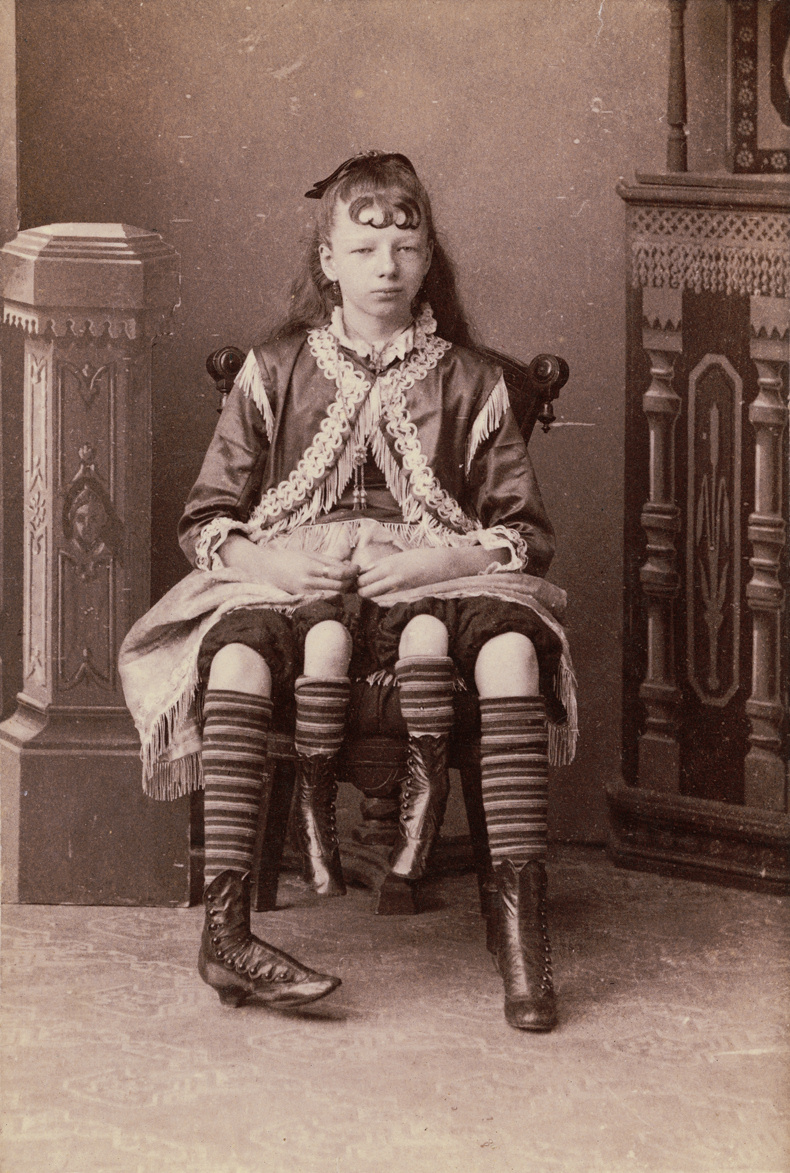
先天拥有四条腿的默特尔·科尔宾

多肢畸形（英語：polymelia）是一种出生缺陷，属于肢体畸形（dysmelia）的一类。受多肢畸形影响的动物（包括人）先天比正常个体多了额外的畸形肢。
有时，连体双胞胎胚胎在子宫分裂时，一个胚胎不完全发育，可能会成为另一个健康胚胎身体上的一部分，导致多肢畸形。